# Kotor Varoš

Mapa města

Kotor Varoš nebo též Kotor-Varoš (cyrilicí srbsky/bosensky Котор-Варош) je město a sídlo stejnojmenné občiny s 22 000 obyvateli.Bosna a Hercegovina.
Od roku 1995 podle Daytonské dohody patří do Republiky srbské.
V roce 1991 zde žilo 36 853 obyvatel, v roce 2013 už jen 22 001 obyvatel.

## Populace
| Kotor Varoš – celková populace 2013: 20 001 |                |                |                |
| Seznam rok                                  | 1991.          | 1981.          | 1971.          |
| Srbové                                      | 2522 (34,03 %) | 1310 (24,15 %) | 749 (19,99 %)  |
| Chorvaté                                    | 2432 (32,81 %) | 1789 (32,98 %) | 1490 (39,77 %) |
| Bosňané                                     | 1800 (24,28 %) | 1436 (26,47 %) | 1342 (35,82 %) |
| Jugoslávci                                  | 547 (7,38 %)   | 787 (14,51 %)  | 110 (2,93 %)   |
| Zbývající                                   | 110 (1,48 %)   | 101 (1,86 %)   | 55 (1,46 %)    |
| Celkem                                      | 7411           | 5423           | 3746           |